# Тиган Пресли
Ти́ган Пре́сли (англ. Teagan Presley; род. 24 июля 1985 года, Те-Вудлендс) — сценический псевдоним американской порноактрисы Эшли Энн Эриксон (англ. Ashley Ann Erickson). Своё сценическое имя выбрала из-за того, что её родители хотели назвать её Тиган, а частично в дань уважения к Лизе Марии Пресли.

## Биография
Пресли родилась в Техасе, а детство провела в Калифорнии. Тиган начала работать стриптизёршей, чтобы помочь финансово себе и своему парню. И, хотя тот не одобрял её занятие, она решила продолжить свою карьеру в порноиндустрии и подписала контракт с агентом на съёмки онлайн порно. Хотя позже она утверждала, что ушла в порноиндустрию, чтобы отомстить своему бывшему парню. В возрасте 18 лет она снялась в своём дебютном порнофильме Just Over Eighteen #10 студии Red Light District Video. За последующие восемь месяцев Пресли снялась в более чем 70 сценах, во многих из которых она исполняла анальный секс. В 2004 году Пресли подписала трёхлетний эксклюзивный контракт со студией Digital Playground.
По окончании контракта она покинула Digital Playground, чтобы со своим мужем Тайлером Дёрденом основать собственную порностудию. Разрыв с Digital Playground она объяснила запретом последней сниматься для собственной студии. Однако Digital Playground отрицали это, сказав, что она могла работать где ей захочется, а также студия отрицала, что псевдоним «Пресли» принадлежит ей a representative of the studio has denied those reports as false. В октябре 2008 года Digital Playground пригласили Тиган стать ведущей на премьере фильма Pirates II: Stagnetti’s Revenge.
В июле 2008 года Тиган рассказала, что заменила грудные имплантаты и собирается выставить их на аукционе eBay, часть денег с которого пойдёт в фонд Susan G. Komen for the Cure, а оставшиеся на оплату бракоразводного процесса. Она также заявила, что планирует прекратить сниматься в сценах с мужчинами. В октябре 2008 года журнал Nightmoves назвал её «Лучшей стриптизёршей», а в январе 2009 года Пресли стала «Киской месяца» журнала Penthouse.
В начале 2009 года Пресли и её парень Джош Леман основали новую студию SkinWorxxx, а их дебютной картиной стал фильм The Search for Sun Goddess XXX. В ноябре 2009 года Пресли подписала эксклюзивный контракт с компанией Adam and Eve Pictures.
В 2010 году журнал Maxim назвал Тиган Пресли одной из лучших порнозвёзд.
В 2013 году объявила о завершении карьеры порноактрисы, однако 19 ноября 2017 года вернулась в порноиндустрию, снявшись для Brazzers Network.
По данным на 2018 год Тиган Пресли снялась в 197 порнофильмах.

## Личная жизнь
В ноябре 2007 года Пресли вышла замуж за Джона Дердена, но уже в июле 2008 года пара подала на развод. В сентябре 2008 года Тиган стала встречаться с Джоном Леманом, с которым в апреле 2010 года она сыграла свадьбу.

## Награды

### XRCO
- 2005 Best New Starlet[18]
- 2005 Teen Cream Dream[18]
- 2005 Best 3-Way — Flesh Hunter 7[18]
- 2009 Best Cumback[19]

### Другие
- 2004 Rog Reviews Critic’s Choice Award — Best Newbie
- 2004 CAVR Award — Starlet of the Year
- 2004 F.O.X.E. Award — Vixen
- 2004 Adam Film World Award — Best New Starlet
- 2007 F.A.M.E. Award — Favorite Ass[20]
- 2008 Night Moves Adult Entertainment Award — Best Feature Dancer, Editors' Choice[21]
- 2009 AVN Award — Best Solo Sex Scene — Not Bewitched XXX[22]
- 2009 °F.A.M.E. Award — Favorite Ass[23]
- 2009 Exotic Dancer Awards — Adult Movie Feature of the Year[24]
- 2009 Nightmoves — Best Feature Dancer[25]
- 2010 AVN Award — Best All-Girl Group Sex Scene — Deviance (Ева Анджелина, Тиган Пресли, Санни Леоне и Алексис Тексас)[26]
- 2010 AVN Award — Best Solo Sex Scene — Not the Bradys XXX[26]
- 2010 XBIZ Award — Female Porn Star of the Year (People’s Choice)[27]
- 2010 °F.A.M.E. Award — Hottest Body[28]
- 2016 Включена в Зал славы AVN[14]